# Бурнак (Тамбовская область)
Бурнак — село в Жердевском районе Тамбовской области России. Административный центр Бурнакского сельсовета.

## География
Село находится на берегу реки Бурначка.

## Население
| 2002 | 2010  |
| ---- | ----- |
| 2431 | ↘2216 |

Согласно результатам переписи 2002 года, в национальной структуре населения русские составляли 97 % от жителей.

## Название
Первоначально (1719 год) в документах именовалась как Аверина и получило название от фамилии основателей Авериных. К 1745 году деревня стала называться Бурнак по одноимённой речке, протекавшей вдоль всего поселения.

## История
Село впервые упоминается в исторических документах в 1719 году как «деревня Аверина ухож». Основателями поселения и первыми её жителями были Михаил, Иван и Гаврила Аверины, Гаврила Степанов, Борис Перщуков, Василий Герасимов В первое время деревня насчитывала 21 дом с 44 постояльцами, и все из них мужчины. Затем сюда потянулись переселенцы, преимущественно из Стрелецкой слободы г. Козлова. К 1745 году в ней насчитывалось уже 290 душ мужского пола.
В годы царизма, как сказано в альбоме «История села Бурнак», составленном учащимися Бурнакской школы, село было заселено в основном государственными крестьянами. Главным их занятием было земледелие, животноводство, кустарная обработка кож, изготовление обуви. Крестьяне ткали полотно, плели лапти. В конце 19-го и начале 20 века Бурнак был опоясан кольцом помещичьих владений. Самым богатым считался помещик Рымарев, который имел 12 тысяч десятин земли, тогда как у всех жителей села было девять тысяч. Состоятельным был и помещик Пустовалов, владевший семью тысячами десятин.
По данным 1884 г. с. Бурнак расположено в Борисоглебском уезде Тамбовской губернии при речке Бурначке и реке Савале, в 65 верстах от Борисоглебска. Жителей около 5000 человек, в селе 550 домов.
После революции 1905—1907 годов и после принятия правительством аграрной реформы зажиточные крестьяне Бурнака выделились в отдельные хутора. Так возникли хутора Дворики (ныне Рымарево), Видное — под Михайловкой. Хуторянам давали лучшие земли, о чём крестьянская беднота и не могла мечтать. В 1928 году в Бурнаке были организованы рабочие бригады по заготовке хлеба для городов и промышленных центров. В 1929 году в селе был создан колхоз. Первым трактористом был И. И. Протасов.

## Инфраструктура
Бурнакский психоневрологический интернат находится по адресу: 393765, Тамбовская область, Бурнак, ул. Свободы, д.119. Является государственным бюджетным стационарным учреждением социального обслуживания населения.

## Транспорт
Село доступно автотранспортом. 
Бурнак в конце XIX столетия являлся станцией II класса Грязе-Царицынской железной дороги, в 72 верстах к западу от Борисоглебска. Имел оживленное движение, так как здесь проходил почтовый и торговый тракт из Тамбова на Новохоперск и Донскую область.